# 생방송 세상의 중심
《생방송 세상의 중심》은 2006년 3월 13일부터 2007년 4월 27일까지 방송되었던 시사교양 프로그램이다.

## 기획 의도
- 우리사회 화제, 관심사에 대한 충분하고도 자세한 정보, 관점, 의견 등을 폭넓게 제공하고 교류함으로써 공영방송의 기본역할을 충분히 하는 시사교양 프로그램이다.

## 코너소개
- 1> 클릭! 세상事 : 실시간 일어나는 국내와 해외의 이슈들을 시사평론가와 함께 빠르고 재미있게 소개하며, 주목할 만한 뉴스, 여성, 생활 등에 밀접한 뉴스
- 2> 신윤주의 집중인터뷰 : 가장 최근 논란과 관심의 대상이 되고 있는 사회 각계각층의 인물을 중계차로 현장과 스튜디오로 연결 신윤주아나운서와 일대일 인터뷰로 진행한다.
- 3> 이슈 NOW : 현재 사회 문화적인 트렌드를 선정과 이슈의 중심이 되고 있는 인물을 스튜디오로 초대해 다각도로 조망한다.